# Censo demográfico em Portugal
O Recenseamento Geral da População de Portugal é um censo realizado, com algumas excepções, a cada dez anos. Estas contagens periódicas começaram em 1864, no reinado de D. Luís, realizando-se nos anos acabados em 1 desde 1981.
Os resultados deste recenseamento são usados para, por exemplo, o desenvolvimento de políticas públicas (ordenamento do território, etc.), a transferência de fundos do Orçamento de Estado para as autarquias locais e a atribuição proporcional de deputados à Assembleia da República a cada círculo eleitoral (distrito ou Região Autónoma).
A entidade responsável pelos Censos é, desde a sua criação em 1935, o Instituto Nacional de Estatística (INE).

## História
Em Portugal, as primeiras contagens populacionais recuam ao tempo de D. Afonso III (1260–1279) e D. João I (1421–1422), restringindo-se ao apuramento dos homens aptos para a guerra («Rol de Besteiros»). A primeira contagem populacional de âmbito geral seria feita apenas em 1527, no reinado de D. João III, com base predominantemente nos fogos, do que resultou um arrolamento de 1 262 376 portugueses. Outras recolhas se seguiram, de âmbito geral ou restrito, como a «Contagem de Homens Válidos» ou «Resenha de Gente de Guerra» de 1636–1639 (sob Filipe III), o «Censo do Marquês de Abrantes» de 1732–1736 (sob D. João V) ou o «Censo de Pina Manique» de 1776–1798 (sob D. Maria I)
As primeiras contagens da população que se aproximam do conceito moderno de recenseamento só apareceram no século XIX. A primeira destas (Censo de 1801) foi feita com base em números fornecidos pelas autoridades eclesiásticas das paróquias, opção da Coroa explicável pelo facto de que, em contraste com a debilidade da presença do Estado, a Igreja mantinha registos detalhados do percurso dos indivíduos (baptismos, casamentos, óbitos). Nestas condições, os dados enviados reflectiam a organização eclesiástica da altura (dioceses, isentos e paróquias), tendo a Coroa solicitado a reordenação dos dados segundo as circunscrições administrativas de então (províncias, comarcas e concelhos).
Apesar do reforço dos poderes e da presença do Estado a seguir às Reformas Liberais (que dividiu o país em províncias, distritos, concelhos e freguesias), a máquina administrativa continuou débil ao nível local, pelo que no censo de 1849 foi ainda necessário recorrer aos párocos como fonte primária de informação.
O I Recenseamento Geral da população portuguesa, regendo-se pelas orientações internacionais da época (Congresso Internacional de Estatística de Bruxelas de 1853), realizar-se-ia apenas em 1864, marcando o início dos recenseamentos da época moderna. Embora as orientações seguidas indicassem já que os recenseamentos deveriam ser realizados a cada 10 anos, o censo seguinte apenas se realizou em 1878, seguindo-se-lhe o de 1890. A partir de então os recenseamentos da população têm vindo a realizar-se, com algumas excepções (ditadas por diferentes circunstâncias), em intervalos regulares de 10 anos.

## "Contagens", "Numeramentos" e "Recenseamentos" anteriores a 1864[7]
Não é fácil apresentar uma lista consensual das operações de recenseamento realizadas em Portugal antes de 1864. De facto, e só para dar dois exemplos discordantes, a "História dos Censos em Portugal", resumo histórico publicado pelo INE em 2009, apresenta dados ligeiramente diferentes do estudo "Estatísticas Históricas Portuguesas", publicado pelo mesmo INE em 2001. Estas diferenças são de três tipos: designação de cada operação censitária (não havia uma designação oficial, pelo que aquela varia de fonte para fonte); data das operações censitárias (nalguns casos a diferença poderá explicar-se pela consideração da data do início ou do fim do recenseamento); ausência de algumas operações censitárias numa das listas. A tabela seguinte resume as duas listas referidas.
| História dos Censos em Portugal (INE, 2009)                                                                                   | Estatísticas Históricas Portuguesas (INE, 2001)             |
| --- | ----------------------------------------------------------- |
| Rol de Besteiros do Conto, de D. Afonso III (1260–1279)                                                                       | (não consta)                                                |
| Rol de Besteiros do Conto, de D. João I (1421–1422)                                                                           | Rol de Besteiros de D. João I (1422)                        |
| Numeramento ou Cadastro Geral do Reino, de D. João III (1527)                                                                 | Numeramento de Fogos de D. João III (1527)                  |
| Resenha de Gente de Guerra, de D. Filipe III (1639)                                                                           | Contagem de Homens Válidos (1636)                           |
| Lista dos Fogos e Almas que há nas Terras de Portugal, de D. João V (1732), também conhecida por Censo do Marquês de Abrantes | Lista do Marquês de Abrantes, corrigida por A. Balbi (1736) |
| (não consta) | Censo Eclesiástico (1770)                                   |
| Numeramento de Pina Manique, de D. Maria I (1798)                                                                             | Censo de Pina Manique (1776)                                |
| Recenseamento Geral do Reino, de D. João VI, também conhecido por Censo do Conde de Linhares (1801)                           | Censo do Conde de Linhares (1801)                           |
| (não consta) | Censo do «Investigador Portuguez em Inglaterra» (1811)      |
| Recenseamento Geral de 1835                                                                                                   | Censo do Liberalismo (1838)                                 |
| Recenseamento Geral de 1851                                                                                                   | (não consta)                                                |

## Recenseamentos gerais[10]
- I Recenseamento Geral da População de Portugal – 1 de janeiro de 1864
- II Recenseamento Geral da População de Portugal – 1 de janeiro de 1878
- III Recenseamento Geral da População de Portugal – 1 de dezembro de 1890
- IV Recenseamento Geral da População de Portugal – 1 de dezembro de 1900
- V Recenseamento Geral da População de Portugal – 1 de dezembro de 1911
- VI Recenseamento Geral da População de Portugal – 1 de dezembro de 1920
- VII Recenseamento Geral da População de Portugal – 1 de dezembro de 1930
- VIII Recenseamento Geral da População de Portugal – 12 de dezembro de 1940
- IX Recenseamento Geral da População de Portugal – 15 de dezembro de 1950
- X Recenseamento Geral da População de Portugal – 15 de dezembro de 1960
- XI Recenseamento Geral da População de Portugal – 15 de dezembro de 1970
- XII Recenseamento Geral da População de Portugal – 16 de março de 1981
- XIII Recenseamento Geral da População de Portugal – 15 de abril de 1991
- XIV Recenseamento Geral da População de Portugal – 12 de março de 2001
- XV Recenseamento Geral da População de Portugal – 21 de março de 2011
- XVI Recenseamento Geral da População de Portugal – 19 de abril de 2021